# Shure Beta 58A

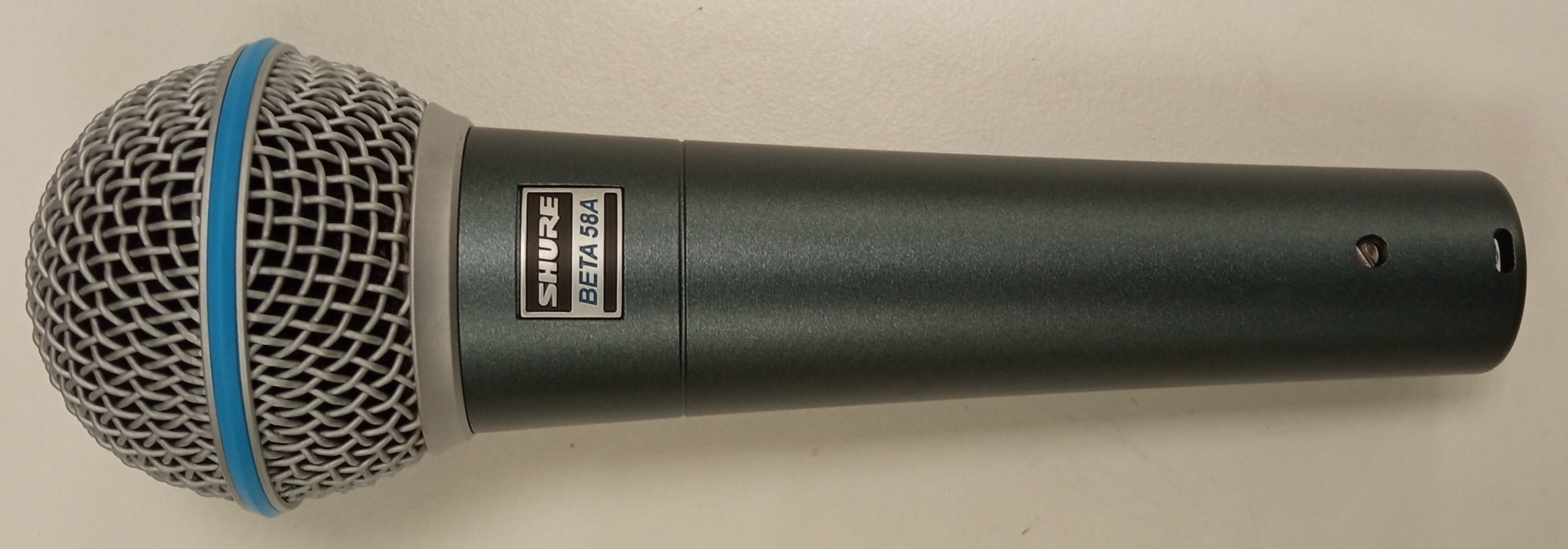
Shure Beta 58A

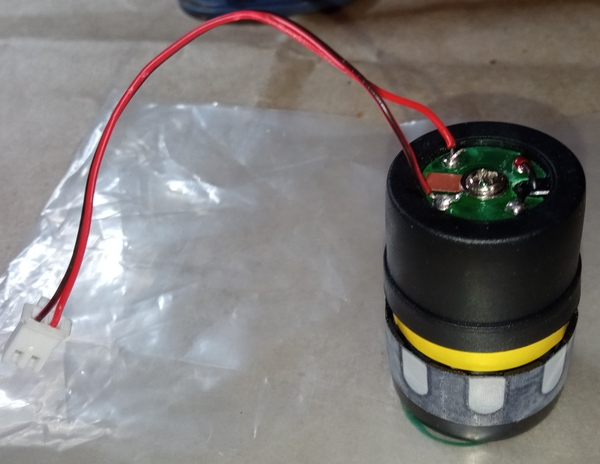
Динамическая головка Shure Beta 58A с припаянными проводами с разъёмом JST XH 2,54 мм

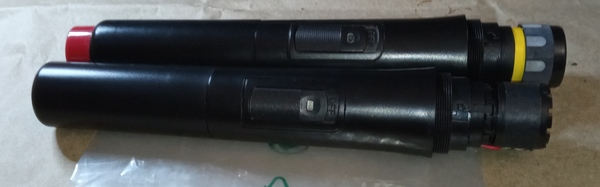
В одном из радиомикрофонов родной капсюль заменён на Shure Beta 58A

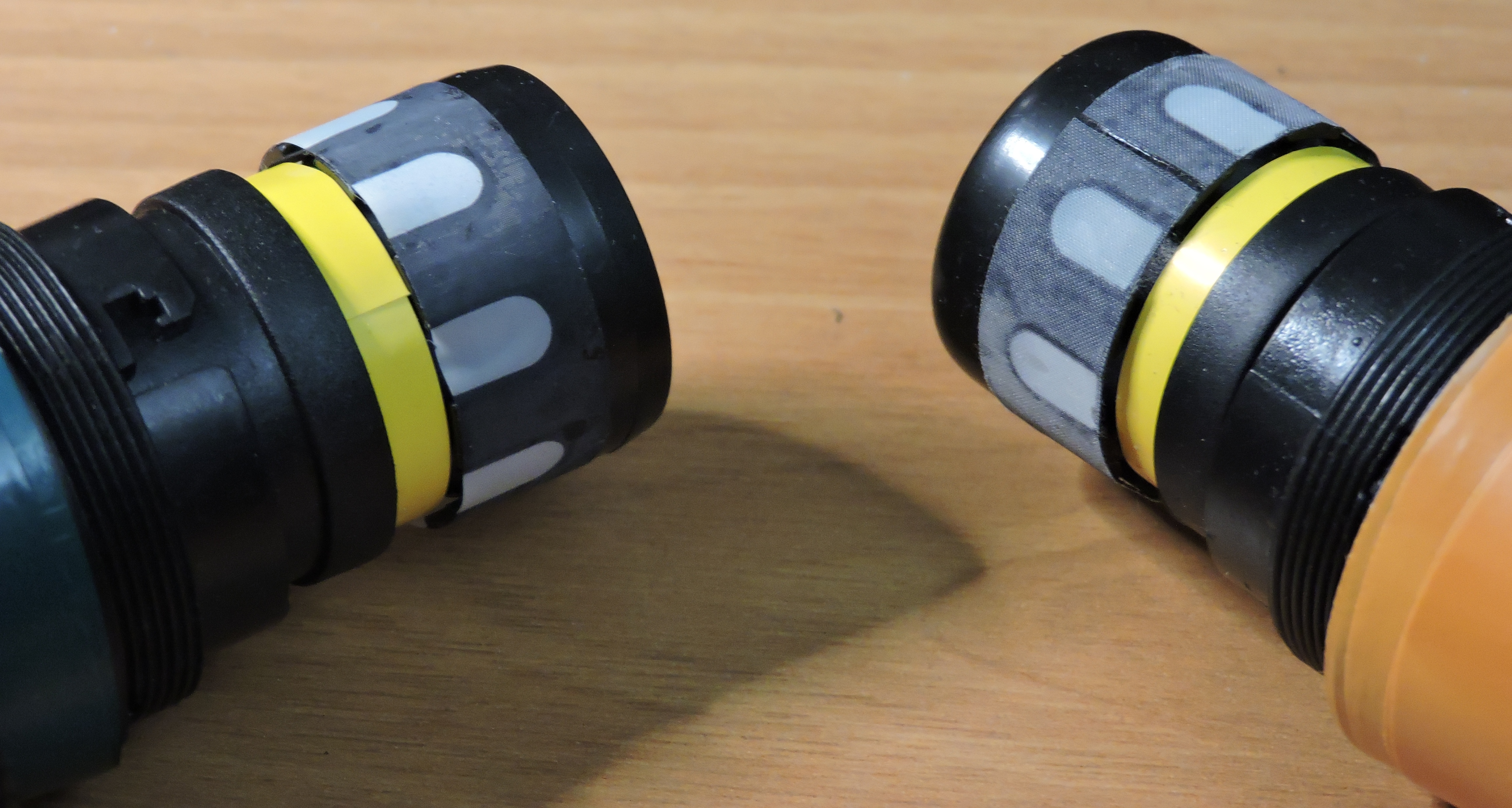
Радиомикрофоны с установленными в них капсюлями Shure Beta 58A

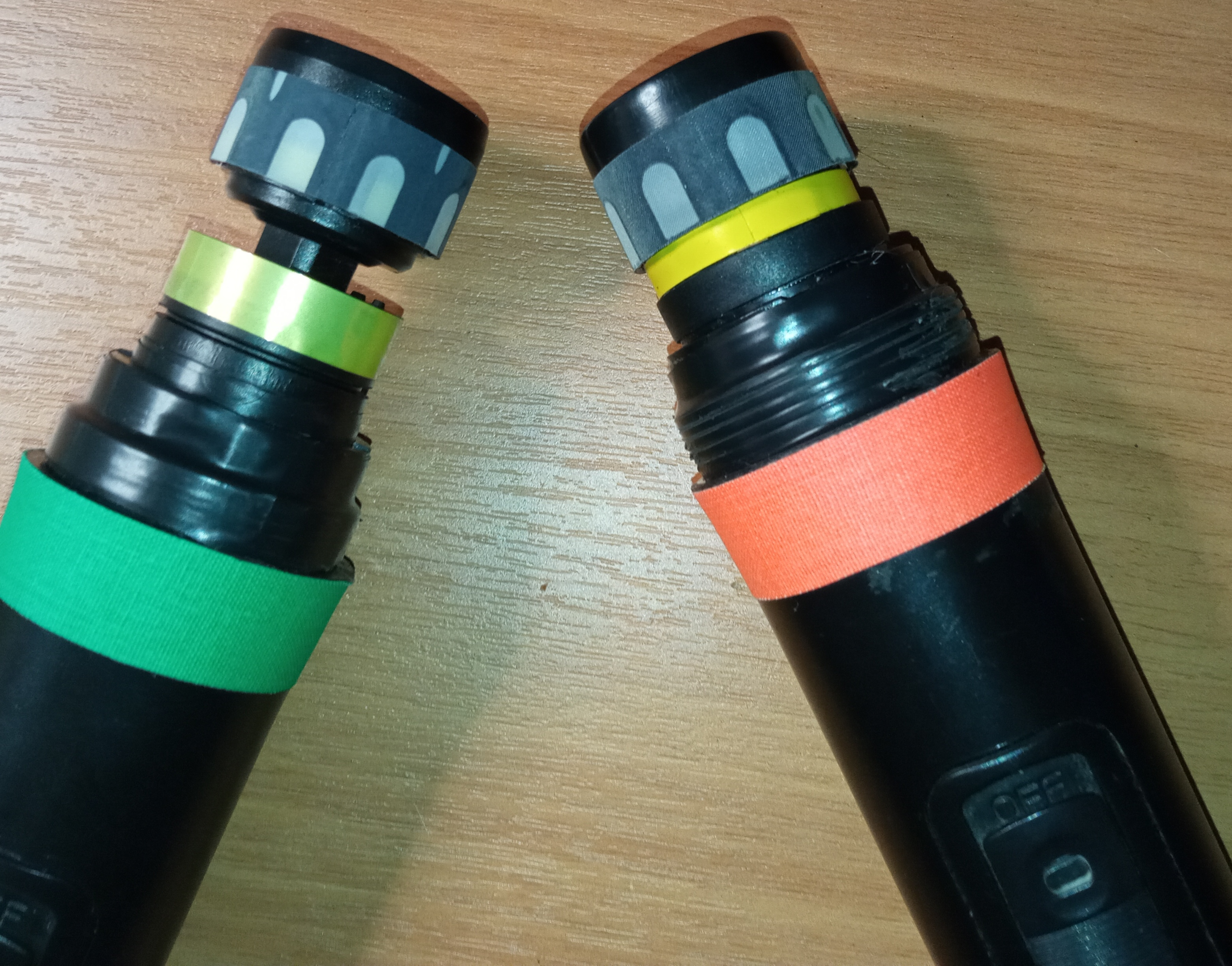
Капсюли Shure Beta 58A с резиновым демпфером (слева) и без такового

Диаграмма направленности суперкардиоидного микрофона

Shure Beta 58A — динамический суперкардиоидный микрофон, разработанный Shure Incorporated специально для живых вокальных выступлений. Микрофон получил награду TEC в 1996 году.
Серия микрофонов Shure Beta была представлена в 1989 году. Первоначально Beta 58 была доступна как Beta 58C (хромированная решетка) или Beta 58M (матовая решетка). В конечном итоге производство Beta 58C было прекращено, а Beta 58M стала просто Beta 58. Затем производство Beta 58 было снято с производства и заменено Beta 58A.
Отличительная особенность оформления модели — серый (шаровой) корпус и голубое кольцо вокруг решётки.

## Развитие
В 1996 году Shure изменила Beta 58, чтобы создать Beta 58A с совершенно новой конструкцией картриджа, призванной имитировать старый картридж в отношении диаграммы направленности, выходного уровня и частотной характеристики, но с немного другими звуковыми характеристиками; в пересмотренной конструкции также была удалена резонаторная катушка и добавлен выходной трансформатор.

## Сравнения
Что касается разницы между Beta 58 и Beta 58A, на веб-сайте производителя говорится: «Beta 58A имеет совершенно новый картридж. Хотя новый картридж предназначен для имитации старого картриджа в отношении диаграммы направленности, выходного уровня и частоты. В ответ говорится, что это другой картридж, и он будет звучать немного по-другому. Два основных отличия заключаются в том, что мы убрали катушку подавления гула на новой модели и добавили выходной трансформатор».
Хотя форма и предполагаемое применение схожи, Beta 58A имеет мало общего с более ранним и популярным SM58. В серии Beta используются капсюль и трансформатор, отличные от SM58.
Тем не менее, и SM58 и Beta 58A являются классическими вокальными микрофонами, использующимися на равных.

## Производительность
Beta 58A имеет частотную характеристику в диапазоне от 50 до 16 000 Гц с понижением частот ниже 500 Гц, чтобы противодействовать эффекту близости. Beta 58A имеет два высокочастотных пика присутствия: один на частоте 4 кГц, а другой на частоте 10 кГц.

## Характеристики
Тип
Динамический
Частотный диапазон
50 Гц до 16 кГц
Вес
278 граммов (10 унций)

## Прочее
Очень часто энтузиасты для улучшения акустических характеристик своих микрофонов заменяют встроенные в них динамические головки на головки Shure Beta 58A.